# 法蒂瑪站
法蒂瑪站是一個位於愛爾蘭都柏林的都柏林轻轨站，在2004年通車，北部是聖詹姆斯醫院。車站命名自附近的公營住宅法蒂瑪大樓（Fatima Mansions）
都柏林公車路線17、68、68A和122均能到達此站。